# Compact Computer 40

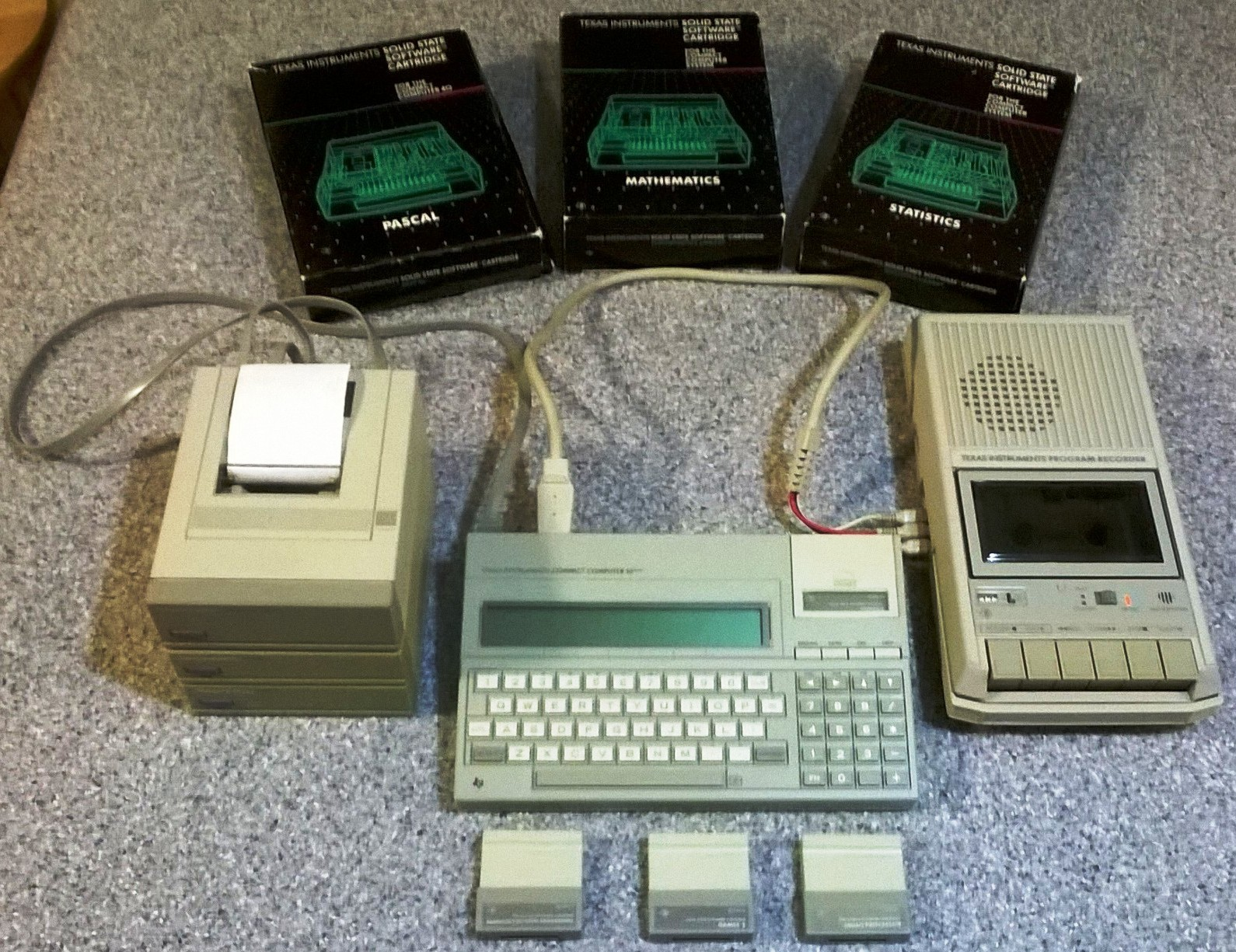
Prototipo di CC-40 Plus con registratore a cassette, periferiche impilate e tre cartucce con loro confezioni

Il Compact Computer 40, abbreviato CC-40, è un computer portatile prodotto dalla Texas Instruments nel 1983-1984. È dotato di schermo limitato a una singola linea di testo, ma non è di taglia tascabile. Sebbene fosse promettente e qualitativamente notevole, ebbe poco successo ed è rimasto un computer storico poco noto.

## Storia
La Texas Instruments, già entrata nel giovane mercato delle calcolatrici programmabili, aveva avviato nel 1977 un progetto denominato "Project-X" per realizzare il suo primo computer portatile, che fosse versatile ed economico. Nel 1981, grazie a una ricerca di mercato, il progetto si orientò su tre possibili prodotti: la TI Programmable 88, nell'esistente linea di calcolatrici programmabili TI, il Compact Computer 40 (CC-40) e il più potente Compact Computer 70 (CC-70).
La TI-88 fu annullata nel 1982, fermandosi ad alcuni prototipi. Il CC-70 fu accantonato per via dei maggiori tempi e costi (confluì più tardi nella TI-74). Ci si concentrò pertanto nello sviluppo del CC-40.
Non si sa a cosa si riferisse il "40" nel nome.
Il computer fu presentato ufficialmente il 6 gennaio 1983 al Consumer Electronics Show di Las Vegas, come "il primo membro di una nuova famiglia di computer portatili". Il prezzo di lancio era di 249 $.
L'attore Bill Cosby concesse la propria immagine per la pubblicità.
In Italia il sistema arrivò diversi mesi più tardi, nella seconda metà dell'anno, al prezzo di lancio di 399000 L. IVA esclusa.
Il software per il computer era inizialmente previsto in due formati: le cartucce, per la maggior parte al prezzo di lancio di 59,95 $ l'una, e le cassettine Wafertape a nastro magnetico continuo, leggibili e scrivibili da una periferica in previsione, simile all'Exatron Stringy Floppy, al prezzo di lancio di 19,95 $ l'una.
Le cartucce erano dette Solid State Software, una collana di software risalente alle calcolatrici TI-58 e 59, ora in nuove versioni.
Era prevista anche una rispettabile scelta di periferiche per il sistema, tra cui stampante, mini plotter, interfaccia RS232C, modem, interfaccia video, e il lettore detto Waferdrive per i suddetti nastri. Molte sono in grado di funzionare anche a batterie, come il CC-40. La maggior parte delle periferiche arrivò effettivamente sul mercato, ma non uscì mai quella che probabilmente era la più attesa e importante, il Waferdrive, ritirato per via di problemi
tecnici.
Sebbene innovativo, il CC-40 ebbe varie difficoltà nella commercializzazione. Uno dei problemi più gravi fu l'impossibilità di salvataggio affidabile dei dati su memorie di massa, dovuta alla mancata produzione del Waferdrive. Ciò lo rendeva meno competitivo sul mercato in rapida evoluzione dei portatili. Le vendite furono deludenti nel 1983 e nel 1984, anno in cui la produzione fu interrotta. I prezzi delle rimanenze scesero rapidamente; i CC-40 con espansione di RAM si vendettero a 95 $ e poi a 50 $.
La Texas Instruments sviluppò anche il modello CC-40 Plus, dotato di una porta in più per la connessione di un registratore a cassette, che avrebbe potuto sostituire il Waferdrive come periferica di salvataggio dati più tradizionale. Anche il CC-40 Plus però non arrivò mai sul mercato. Il progetto fu completato poco prima che l'azienda lasciasse il settore dei computer di fascia domestica, e ne sopravvivono solo pochi prototipi.
Dal punto di vista tecnico il CC-40 rimane un sistema storicamente interessante, che introdusse concetti importanti come l'idea di un portatile compatto ed espandibile.

## Caratteristiche
Il CC-40 è un blocco unico delle dimensioni di 148 x 256 x 25 mm e del peso di 600 grammi. Sul retro è imperniata una barra che si può far sporgere per appoggiare il computer con il frontale inclinato.

L'interno di un CC-40; il circuito integrato sulla destra è il TMS70C20

Si basa su un microprocessore a 8 bit della famiglia TMS7000, il TMS70C20 con clock a 2,5 MHz. La ROM è da 34 kB e la RAM di serie è da 6 kB, espandibile internamente a 18 kB. Ulteriore RAM da 8 o 16 kB si può aggiungere tramite cartucce, portando il massimo a 34 kB.
Un'originale caratteristica chiamata "memoria costante" permette, grazie a una carica elettrica che mantiene alimentati i circuiti della RAM, di conservare i dati della memoria volatile anche a computer spento, per una durata di mesi.
L'alimentazione del computer richiede quattro batterie AA che danno un'autonomia di 200 ore. L'alimentazione da una presa di corrente è comunque possibile collegando un alimentatore a 6 V.
Il display a cristalli liquidi integrato è costituito principalmente da una singola riga di 31 caratteri di testo formati da 5x8 pixel ciascuno. Una riga completa è di 80 caratteri e lo schermo ne mostra 31 alla volta. Con i tasti freccia si può scorrere la riga a destra e sinistra o cambiare riga in su e giù. Oltre alla riga, lo schermo contiene 18 particolari indicatori, come batterie scariche, stato di shift o di blocco maiuscole e funzioni matematiche; alcuni indicatori sono programmabili. Il contrasto dello schermo si può regolare con la rotella di un potenziometro.

Lo schermo del CC-40 mentre mostra molti dei caratteri disponibili, inclusi alcuni degli alfabeti greco e giapponese

I caratteri ASCII disponibili sono completi di maiuscole e minuscole, simboli speciali e caratteri ridefinibili dall'utente. Tra un carattere e l'altro c'è un sottile spazio inutilizzato, per cui non è comunque possibile disegnare grafica continua sulla riga.
La lingua dei messaggi di sistema può essere impostata a inglese o tedesco, diverse altre lingue sono disponibili solo con apposite cartucce.
La tastiera integrata occupa metà del frontale del CC-40 ed è QWERTY a 45 tasti, più un tastierino numerico con altri 20 tasti. La meccanica è di tipo chiclet, con tasti piuttosto vicini tra loro, e la disposizione dei tasti principali è simile a quella del TI-99/4A. I tasti freccia e quelli di accensione, interruzione, ecc. stanno con il tastierino numerico.
I tasti hanno la ripetizione automatica, ma la digitazione singola avviene al rilascio del tasto.
La confezione originale del CC-40 include una mascherina appoggiabile sulla tastiera per evidenziare le funzioni secondarie associate a ciascun tasto.
Per i calcoli, il CC-40 utilizza internamente numeri codificati in BCD, che occupano 8 byte di memoria. I numeri sono a 13 cifre (di cui 7 di mantissa), ma solo 10 sono mostrate su schermo.
Il computer è dotato di linguaggio BASIC integrato, derivato da quello del TI-99/4A e molto simile soprattutto al suo TI Extended BASIC, ma nel CC-40 mancano ovviamente molte funzioni per grafica e sonoro. Sono supportati tra l'altro istruzioni lunghe fino a 80 caratteri, sottoprogrammi con variabili locali, PEEK e POKE, richiamo di sottoprogrammi Assembly, array bidimensionali.

I due connettori sul bordo del CC-40: alimentazione e HexBus

Le interfacce esterne sono lo sportello per le cartucce, situato nell'angolo in alto a destra, e una porta sul bordo superiore per la connessione di tutte le periferiche. Quest'ultima si basa sull'interfaccia di I/O Hex-Bus o HexBus, di nuova introduzione da parte della Texas Instruments. Funziona a 4 bit e raggiunge velocità fino a 48000 bit/s. Il cavo è a 8 linee, di cui 4 dati, 2 di controllo del bus, 1 per la messa a terra e 1 per eventuali extra. HexBus ha similitudini con il successivo standard USB: stabilisce una connessione seriale, è plug and play, consente l'hot swap, e permette il collegamento a margherita di fino a 11 periferiche. L'interfaccia, pensata anche per la serie TI-99, non fu mai commercializzata su larga scala.

## Software

Il vano cartucce del CC-40 aperto

Il software effettivamente pubblicato su cartucce, dette Solid State Software, consiste probabilmente solo nei seguenti titoli:
- Advanced Electrical Engineering
- Editor/Assembler
- Finance
- Games I (Backgammon, Blackjack, Hammurabi, Planetary Lander, Stocks and Bonds, Hunt the Wumpus)
- Mathematics
- Memo Processor (per la comunicazione via modem)
- Pascal
- Statistics

Furono pubblicizzati, ma non sono confermati, anche Business Graphics, Games II e Mathematics II.
Più numerosi ed economici erano i software previsti su nastro per la periferica Waferdrive, che però non fu mai commercializzata. Per citarne alcuni, erano previsti Perspective Drawing, Pipe Design, Regression/Curve Fitting, Quality Assurance, Inventory Control, Photography.